# CAL Cargo Air Lines
CAL Cargo Air Lines (івр. ק.א.ל. קווי אוויר למטען, ІАТА: 5C, ІКАО: ICL) — ізраїльська вантажна авіакомпанія, що базується в Тель-Авіві. Організовує експорт швидкопсувних продуктів і рутинного вантажу з Ізраїлю в Європу і США, а також перевозить автомобілі, важку техніку і медичне обладнання. Володіє логістичним центром у Льежском аеропорту. Вантажообіг авіакомпанії становить проблизительно 100 000 тонн в рік.

## Історія
Cargo Air Lines була заснована в червні 1976 року і початку виконання чартерних перевезень 2 листопада того ж року. Спочатку авіаперевезення виконувалися на взятих у лізинг у El Al повітряних суднах, однак 1 грудня 1999 року почалося виконання регулярних рейсів на власних літаках після отримання всіх необхідних документів від уряду Ізраїлю.
Станом на 2014 рік авіакомпанія знаходиться у приватній власності і в основному виконує чартерні авіаперевезення для Ізраїльської Організації Сільськогосподарського Співробітництва (англ. Israel Organisation of Agricultural Cooperation).

## Маршрутна мережа
Станом на 2014 рік авіакомпанія виконує рейси в наступні пункти призначення:
- Бельгія

- Льєж — аеропорт Льєж

- Кіпр

- Ларнака — аеропорт Ларнака

- Нідерланди

- Амстердам — аеропорт Схіпхол

- США

- Нью-Йорк — Міжнародний аеропорт імені Джона Кеннеді

## Флот
У жовтні 2014 року Cargo Air Lines експлуатувала наступні літаки:
| Тип літака      | В експлуатації | Вантажопідйомність | Фотографія |
| --------------- | -------------- | ------------------ | ---------- |
| Boeing 747-200F | 2              | 98 000 кг          |            |
| Boeing 747-400F | 1              | 112 000 кг         |            |